# Ласло Лысый
Ласло Лысый (венг. Szár László, лат. Ladislas calvus; умер в 1029) — князь Венгрии из рода Арпадов, герцог междуречья Мароша и Грона. Младший брат князя Вазула, внук Такшоня.
Предположительно, был женат на дочери русского князя Владимира Крестителя Премиславе Владимировне. О потомстве князя ничего не известно. Венгерские хроники утверждают, что Левенте, Андраш I и Бела I были сыновьями либо Ласло Лысого, либо Вазула; однако современные историки сомневаются в достоверности их связи с Ласло. Так, Дьёрдь Дьёрффи считал, что сына Ласло звали Бонузло, а Ян Штайнхюбель — что Домослав.